# Кашина Сан Педрино (Милано)
Кашина Сан Педрино је насеље у Италији у округу Милано, региону Ломбардија.
Према процени из 2011. у насељу је живело 210 становника. Насеље се налази на надморској висини од 115 м.